# 22697 Манек
22697 Манек (22697 Mánek) — астероїд головного поясу, відкритий 7 вересня 1998 року.
Тіссеранів параметр щодо Юпітера — 3,257.